# Пелем-Паркуэй (линия Уайт-Плейнс-роуд, Ай-ар-ти)
|   |   |   |   |   |   |   |
| · | · | · | · | · | · | · |

|   |   |   |   |   |   |   |
| · | · | · | · | · | · | · |

«Пелем-Паркуэй» (англ. Pelham Parkway) — станция Нью-Йоркского метрополитена, расположенная на линии Уайт-Плейнс-роуд, Ай-ар-ти.  На станции останавливаются маршруты 2 (круглосуточно) и 5 (в часы пик в пиковом направлении). Она представлена двумя боковыми платформами, обслуживающими два локальных пути (центральный путь не используется для регулярного движения поездов).
Станция была открыта 3 марта 1917 года, на эстакаде. Построена из бетонных стен и окон, также как станции на IRT Flushing Line.

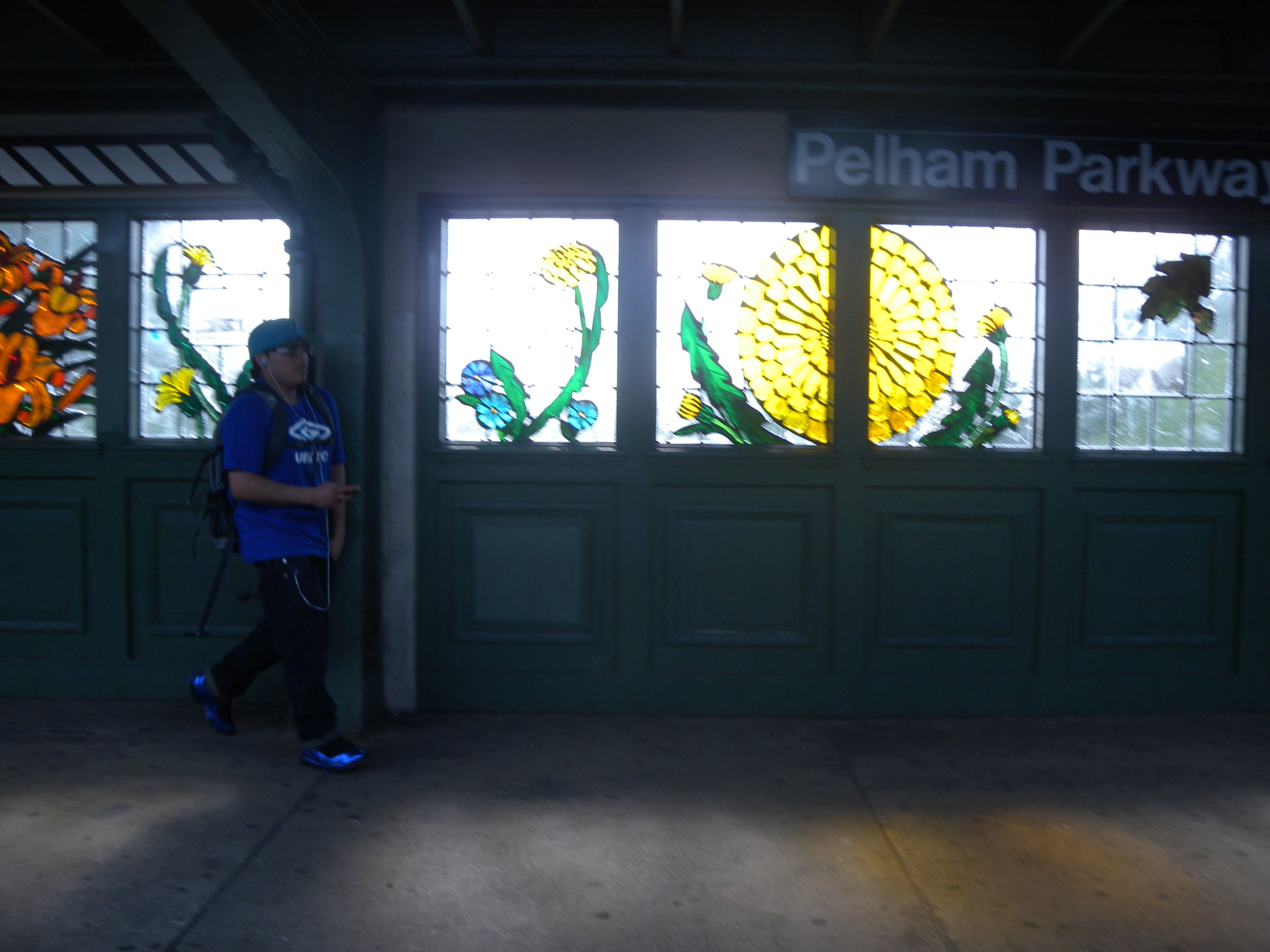
Южная платформа